# Psilopogon
Psilopogon es un género de aves piciformes perteneciente a la familia Megalaimidae propias de la región indomalaya. Excepto la especie tipo, todas las especies del género estaban antes en Megalaima.

## Especies
Se reconocen las 30 siguientes especies:
- Psilopogon pyrolophus — barbudo picofuego;
- Psilopogon armillaris — barbudo coroniazul;
- Psilopogon asiaticus — barbudo gorgiazul;
- Psilopogon australis — barbudo orejigualdo;
- Psilopogon duvaucelii — barbudo orejinegro;
- Psilopogon chrysopogon — barbudo carigualdo;
- Psilopogon corvinus — barbudo corvino;
- Psilopogon eximius — barbudo eximio;
- Psilopogon faiostrictus — barbudo orejiverde;
- Psilopogon flavifrons — barbudo frentigualdo;
- Psilopogon franklinii — barbudo de Franklin;
- Psilopogon haemacephalus — barbudo calderero;
- Psilopogon henricii — barbudo coronigualdo;
- Psilopogon incognitus — barbudo bigotudo;
- Psilopogon javensis — barbudo de Java;
- Psilopogon lagrandieri — barbudo ventrirrojo;
- Psilopogon lineatus — barbudo listado;
- Psilopogon monticola — barbudo montano;
- Psilopogon mystacophanos — barbudo arlequín;
- Psilopogon oorti — barbudo cejinegro;
- Psilopogon annamensis — barbudo de Indochina;
- Psilopogon faber — barbudo chino;
- Psilopogon nuchalis — barbudo de Taiwán;
- Psilopogon pulcherrimus — barbudo elegante;
- Psilopogon rafflesii — barbudo multicolor;
- Psilopogon rubricapillus — barbudo capirrojo;
- Psilopogon malabaricus — barbudo malabar;
- Psilopogon virens — barbudo grande;
- Psilopogon viridis — barbudo cariblanco;
- Psilopogon zeylanicus — barbudo cabecipardo.